# Гайнц Баум
Гайнц Баум (нім. Heinz Baum; 5 листопада 1912, Гайльбронн — 11 лютого 1988, ?) — німецький офіцер-підводник, оберлейтенант-цур-зее резерву крігсмаріне.

## Біографія
В 1940 році вступив на флот. З липня 1940 року — штурман на Sperrbrecher 1. З липня 1942 року пройшов підготовку, після чого служив в 6-й флотилії Sperrbrecher. В січні-жовтні 1943 року пройшов курси підводника і командира підводного човна. З 2 грудня 1942 по 19 грудня 1944 року — командир U-1197, з 5 квітня 1944 року — U-1303, з квітня по 4 травня 1945 року — U-290.
Помер 11 лютого 1988 року.

## Звання
- Штурман резерву (1 лютого 1942)
- Оберштурман резерву (1 березня 1942)
- Лейтенант резерву (1 травня 1942)
- Оберлейтенант резерву (1 лютого 1944)

## Нагороди
- Залізний хрест
  - 2-го класу (29 липня 1940)
  - 1-го класу (10 березня 1943)
- Нагрудний знак мінних тральщиків (1941)